# Sem Limites Pra Sonhar
A Sem Limites Pra Sonhar Bonnie Tyler és Fábio Junior közös portugál/angol nyelvű duettje 1986-ból. A dal Fabio azonos című nagylemezének első slágere lett. Az eredeti címben Fábio portugál nyelven énekel, de készült egy angol verzió is Reaching For The Infinite Heart címmel, melyben mindketten angolul énekelnek. A dalból kislemez is készült és több országban listavezető volt.
Fábio Jr. hazájában igen népszerű énekes, lemezeiből eddig több mint 16 millió példány kelt el.

## Kislemez
| #   | Dalcím                          | Zeneszerző                               | Producer     | Hossz |
| --- | ------------------------------- | ---------------------------------------- | ------------ | ----- |
| 1/A | Sem Limites Pra Sonhar          | M. Perez, C. Gomes, R. Giron, C. Rabello | Fabio Junior | 4:20  |
| 1/B | Reaching For The Infinite Heart | M. Perez, C. Gomes, R. Giron, C. Rabello | Fabio Junior | 4:00  |

## Toplista
| Sem Limites Pra Sonhar | Legjobb helyezés |
| ---------------------- | ---------------- |
| Brazília               | 1                |
| Peru                   | 1                |
| Venezuela              | 1                |
| Portugália             | 1                |